# تیگران آرزاکانتسیان
تیگران گریشایی آرزاکانتسیان (ارمنی: Տիգրան Գրիշայի Արզաքանցյան؛ انگلیسی: Tigran Grishayi Arzakantsyan؛ زادهٔ ۷ اوت ۱۹۶۶) سیاستمدار و کارآفرین اهل ارمنستان است که از تاریخ ۲۰۰۳ تا تاریخ ۲۰۱۲ نمایندگی دوره‌های سوم و چهارم مجلس ملی جمهوری ارمنستان را برعهده داشت.

## زندگی‌نامه
وی در ۷ اوت ۱۹۶۶ در گاوار به دنیا آمد .